# Paweł Sibik
Paweł Sibik (* 15. Februar 1971 in Niemcza, Polen) ist ein ehemaliger polnischer Fußballspieler.
Er absolvierte 3 Partien für die polnische Fußballnationalmannschaft. Sibik spielte hauptsächlich bei Odra Wodzisław Śląski in Polen, aber auch bei Apollon Limassol auf Zypern. Er nahm mit Polen an der Fußballweltmeisterschaft 2002 teil.

## Erfolge
- Zypriotischer Meister (2006)
- WM-Teilnahme (2002)

| Personendaten    | Personendaten             |
| ---------------- | ------------------------- |
| NAME             | Sibik, Paweł              |
| KURZBESCHREIBUNG | polnischer Fußballspieler |
| GEBURTSDATUM     | 15. Februar 1971          |